# باشگاه ورزشی سامبندتسه
باشگاه ورزشی سامبندتسه (انگلیسی: US Sambenedettese) یک باشگاه فوتبال مستقر در سان بندتو دل ترونتو، ایتالیا است که در حال حاضر در سری سی ایتالیا، سومین سطح لیگ فوتبال در این کشور به فعالیت می‌پردازد.
این باشگاه نخستین بار در سال ۱۹۲۳ تأسیس شد و پس از آن چندین بار منحل و مجدداً تأسیس گردید.
آن‌ها بازی‌های خانگی خود را در ورزشگاه ریویرا دله پالمه، مستقر در سان بندتو دل ترونتو انجام می‌دهند که به اندازه ۱۳۷۰۸ صندلی گنجایش پذیرش تماشاگر دارد.

## تاریخچه

### تأسیس
باشگاه ورزشی سامبندتسه در سال ۱۹۲۳ به عنوان انجمن ورزشی سامبندتسه تأسیس شد.
در سال ۱۹۵۶، این باشگاه برای اولین بار به سری بی ارتقا یافت، دسته‌ای که در مجموع ۲۱ فصل را در آن سپری کرد (آخرین بار در سال ۱۹۸۹). در دهه ۱۹۸۰، آن‌ها همچنین دروازه‌بان جوانی به نام والتر زنگا داشتند که در دوران حضورشان در دسته دوم ایتالیا بازی می‌کرد و بعدها بسیار درخشید.
در سال ۱۹۹۴، این باشگاه ورشکست شد و مجبور شد از اچلنتسا دوباره شروع کند. در سال ۲۰۰۰، باشگاه توسط لوچیانو گاوچی خریداری شد و در نهایت در سال ۲۰۰۱ به رده‌های حرفه‌ای بازگشت و سپس یک سال بعد به سری سی۱ ارتقا یافت.
در سال ۲۰۰۹، باشگاه مجدداً مجبور شد از اچلنتسا شروع کند، این بار به عنوان انجمن ورزشی سامبندتسه ۱۹۲۳ فعالیت خود را آغاز نمود.
در فصل ۲۰۱۲–۱۳، سامبندتسه در گروه اف سری دی اول شد، اما با تصمیم شورای فدرال به سبب عدم تکمیل مستندات ارائه شده به لیگ، به رده بالاتر ارتقا نیافت. شرکت پشت باشگاه نیز در آن زمان نامش را به انجمن ورزشی سامبندتسه ۱۹۲۳ اس.آر. ال تغییر داد. کمی بعد با عنوان سامبندتسه کالچیو دوباره تأسیس شد، و باشگاه از اچلنتسا مارکه شروع کرد و به سرعت به سری دی ارتقا یافت. در ۴ اوت ۲۰۱۵، فرانکو فدلی باشگاه که در آن زمان در سری دی فعال بود را خریداری کرد و در سال ۲۰۱۶ سامبندتسه به عنوان برنده گروه اف از سری دی فصل ۲۰۱۶–۲۰۱۵، به لیگ حرفه‌ای بازگشت. در آغاز فصل ۲۰۱۷–۲۰۱۶، شرکت مالک باشگاه نامش را به Sگاس. اس. سامبندتسه S.r.l. (P.IVA 02177180441) تغییر داد، اما با عنوان اس. اس. سامبندتسه کالچیو بازاریابی کردند. در سال ۲۰۲۰، باشگاه توسط فرانکو فدلی به کارآفرین ایتالیایی-آرژانتینی و مالک باشگاه فوتبال بنگور سیتی و دومینیکو سرافینو فروخته شد. با این حال، کمتر از یک سال بعد، پس از اینکه سرافینو نتوانست به چندین الزامات مالی پاسخ دهد، باشگاه ورشکست شد.
امتیاز نام باشگاه سپس توسط کارآفرین روبرتو رنزی خریداری شد و به عنوان آ. اس. سامبندتسه دوباره تأسیس شد. پس از پرداخت تمام بدهی‌ها، باشگاه تازه تأسیس شده به‌طور رسمی توسط فدراسیون فوتبال ایتالیا پذیرفته شد و بدین ترتیب جایگاه خود را در لیگ سری سی حفظ کرد. با این حال، باشگاه به دلیل ناهنجاری‌های مالی از سری سی حذف شد و به دنبال یک درخواست موفق و پرداخت هزینه عضویت در لیگ، به سری دی فرستاده شد.
در سال ۲۰۲۳، سامبندتسه از سری دی نیز حذف شد و امتیاز نام باشگاه به باشگاه هم‌دسته در سری، پورتو د'اسکولی، اختصاص یافت که تحت نام جدید باشگاه ورزشی سامبندتسه دوباره شروع کرد.